# 河南省博物馆旧址
河南博物馆旧址位于河南省开封市龙亭区三胜街31号，是河南博物馆（现河南博物院）创建及在开封发展的所在。其所在地开封三圣庙街(今开封三胜街)31号原为河南法政学堂和河道总督衙门旧址。现存的前院过厅、后院展厅、办公用房等建筑作为近现代重要史迹及代表性建筑被列入第五批河南省文物保护单位名单。2019年10月16日，由中华人民共和国国务院公布为第八批全国重点文物保护单位。

## 河南博物馆在开封
河南博物馆是中国近代较早创立的博物馆，藏品主要来自二十世纪初洛阳、三门峡、辉县、新郑、安阳等地的考古发掘，藏品数量丰富，历史文化艺术价值极高。二十世纪前半期在开封期间，是亚洲乃至全国重要的博物馆之一，在海外也享有盛誉。

## 沿革
- 1927年，河南博物馆在此创建。
- 1928年，河南博物馆改名为“民族博物馆”。
- 1930年，“民族博物馆”复名为“河南博物馆”。
- 日伪时期，“河南博物馆”更名为“河南省立博物馆”。
- 1940年，“河南省立博物馆”更名为“河南省博物馆”。
- 1961年，河南省博物馆迁往郑州。同年，在此成立开封市博物馆。
- 1987年，开封市博物馆迁往包公湖畔现址。

现在，原河南博物馆剩余建筑为开封市豫剧院所使用。

## 参看
- 河南博物院
- 开封博物馆
- 河南省文物保护单位